# Norman Malcolm
Norman Malcolm (Selden, 11 giugno 1911 – Londra, 4 agosto 1990) è stato un filosofo statunitense.
Allievo di George Edward Moore e di Ludwig Wittgenstein, si affermò come esponente della  scuola analitica.